# Équipe de Gambie des moins de 17 ans de football
L'équipe de Gambie des moins de 17 ans est une sélection de joueurs de moins de 17 ans au début des deux années de compétition placée sous la responsabilité de la Fédération de Gambie de football. Elle fut deux fois vainqueur de la Coupe d'Afrique des nations des moins de 17 ans.

## Parcours en Coupe d'Afrique des nations des moins de 17 ans
- 1995 : Non qualifiée
- 1997 : Non qualifiée
- 1999 : Non qualifiée
- 2001 : Non qualifiée
- 2003 : 1er tour
- 2005 :  Vainqueur
- 2007 : Non qualifiée
- 2009 :  Vainqueur
- 2011 : 1er tour
- 2013 : Non qualifiée
- 2015 : Non qualifiée
- 2017 : Non qualifiée
- 2019 : Non qualifiée
- 2023 : Non qualifiée

## Parcours en Coupe du monde des moins de 17 ans
| - 1985 : Non qualifiée - 1987 : Non qualifiée - 1989 : Non qualifiée - 1991 : Non qualifiée - 1993 : Non qualifiée - 1995 : Non qualifiée - 1997 : Non qualifiée - 1999 : Non qualifiée - 2001 : Non qualifiée - 2003 : Non qualifiée |  | - 2005 : 1er tour - 2007 : Non qualifiée - 2009 : 1er tour - 2011 : Non qualifié - 2013 : Non qualifié - 2015 : Non qualifié - 2017 : Non qualifié - 2019 : Non qualifié - 2023 : Non qualifié |

## Palmarès
- Coupe d'Afrique des nations des moins de 17 ans : 
  - Vainqueur : 2005 et 2009.

## Joueurs connus
- Ebrima Sohna
- Abdoulie Mansally
- Pa Modou Jagne
- Sainey Nyassi
- Tijan Jaiteh
- Sanna Nyassi
- Ousman Jallow